# هرزنه
هرزنه، روستایی است از توابع بخش مرکزی شهرستان سردشت استان آذربایجان غربی ایران.

## جمعیت
این روستا در دهستان آلان قرار داشته و بر اساس سرشماری سال ۱۳۹۵ جمعیت آن ۵۳ نفر (۱۵ خانوار)
بوده‌است.